# Sickerode
Sickerode ist eine Gemeinde in der Verwaltungsgemeinschaft Ershausen/Geismar im thüringischen Landkreis Eichsfeld.

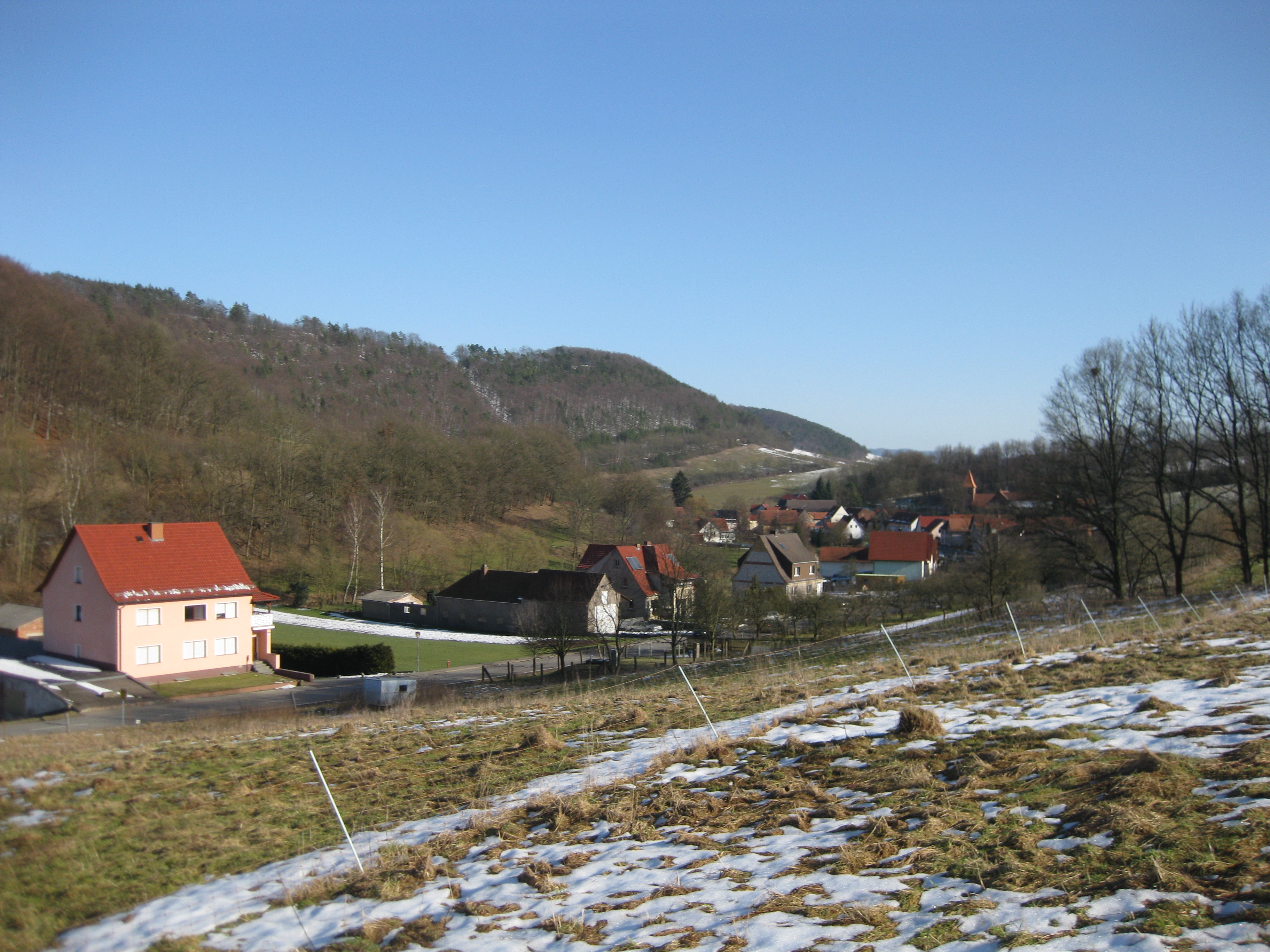
Sickerode im Südeichsfeld aus nordöstlicher Richtung gesehen

## Lage
Der Ort Sickerode befindet sich etwa 13 km (Luftlinie) südlich der Kreisstadt Heiligenstadt im Tal der Rode, zwischen der Gobert im Westen und dem Misseröder Kalkrücken im Osten. Höchste Erhebung in der Gemarkung ist der Sickeröder Berg (386,4 m ü. NN).
Nachbarorte sind Pfaffschwende und Volkerode im Westen, Wiesenfeld im Nordwesten, Misserode im Osten und Geismar im Südosten.

## Geschichte
Die erste sichere urkundliche Erwähnung stammt aus dem Jahr 1398.
Die Kirche wurde im Jahr 1730 erbaut. Der Ort gehörte bis zur Säkularisation 1802 zu Kurmainz. 1802 bis 1807 war der Ort preußisch und kam dann zum Königreich Westphalen. 1815 bis 1945 war er Teil der preußischen Provinz Sachsen.
Um 1840 wurden die preußischen Orte des Eichsfeldes statistisch erfasst. Im Ort gab es 42 Wohnhäuser, 55 Scheunen und Ställe, ein Gemeindehaus, die Kirche, die Schule und drei Mühlen. Im Ort lebten 285 katholische Einwohner. Die Schule besuchten 26 Knaben und 21 Mädchen, sie wurden von einem Dorfschullehrer unterrichtet. Als Handwerke und Gewerbe werden im Ort genannt: zwei Schneider, zwei Tischler, ein Grobschmied, ein Pflasterer, ein Maschinen- und Mühlenbauer, zwei Schankwirte. Die Dorfflur umfasste 617 Morgen Fläche, die landwirtschaftliche Nutzfläche umfasste davon 504 Morgen Ackerland, 15 Morgen Gartenland, 35 Morgen Wiesen. Ferner wurden 38 Morgen Gemeindewald und 24 Morgen Brachland genannt. Der Ertrag der Felder wurde als gering eingeschätzt. Der gesamte Viehbestand umfasste 7 Pferde, 56 Rinder, 65 Schafe, 27 Ziegen und 34 Schweine. Im Ort waren drei vom Flüsschen Rode angetriebene Mühlen – die Thormühle, die Spitzmühle und die Obermühle vorhanden.
1945 bis 1949 kam der Ort zur sowjetischen Besatzungszone und war ab 1949 Teil der DDR. Er wurde am 1. Juli 1950 nach Pfaffschwende eingemeindet, aber durch die Ausgliederung aus dieser Gemeinde am 1. November 1953 wieder selbständig. Von 1961 bis zur Wende und Wiedervereinigung 1989/1990 wurde Sickerode von der Sperrung der nahen innerdeutschen Grenze beeinträchtigt. Seit 1990 gehört der Ort zum wieder gegründeten Bundesland Thüringen.

### Einwohnerentwicklung
Entwicklung der Einwohnerzahl (31. Dezember):
| - 1933: 237 - 1939: 212 - 1994: 186 - 1995: 186 - 1996: 185 - 1997: 189 - 1998: 186 - 1999: 183 | - 2000: 179 - 2001: 176 - 2002: 173 - 2003: 171 - 2004: 172 - 2005: 168 - 2006: 165 - 2007: 165 | - 2008: 160 - 2009: 157 - 2010: 158 - 2011: 150 - 2012: 144 - 2013: 145 - 2014: 142 - 2015: 146 | - 2016: 142 - 2017: 151 - 2018: 154 - 2019: 150 - 2020: 143 - 2021: 143 - 2022: 140 |

Datenquelle ab 1994: Thüringer Landesamt für Statistik

## Politik

### Gemeinderat
Der Gemeinderat von Sickerode setzt sich aus 6 Gemeinderatsmitgliedern zusammen.
- Wahlbündnis FWG: 6 Sitze

(Stand: Kommunalwahl 2014)

### Bürgermeister
Der ehrenamtliche Bürgermeister Gundolf Gothe (FWG) wurde am 30. Januar 2000 erstmals zum Bürgermeister gewählt, er wurde 2004, 2010 und 2016 wiedergewählt.
Bei den Kommunalwahlen in Thüringen 2019 wurde Thiemo Weinrich (Freie Wähler) mit 100 Prozent zu seinem Nachfolger gewählt.

## Sehenswürdigkeiten
- römisch-katholische Kirche St. Simon und Judas